# Estadio Parque Palermo
El estadio Parque Palermo es un estadio de fútbol de Uruguay situado en Montevideo, inaugurado el 31 de octubre de 1937, en el marco de la 13ª fecha del Campeonato Uruguayo de ese año. 
Se decidió construir el estadio en la asamblea de principios de campeonato del 1931 ya que los socios se quejaban de la lejanía de la anterior cancha situada por la Avenida 8 de Octubre.
Se encuentra en el barrio Parque Batlle, en Dr. Américo Ricaldoni entre Lamas y Alarcón. Se encuentra tan solo 300 metros del Estadio Centenario y está pegado al Estadio Méndez Piana perteneciente al Club Sportivo Miramar Misiones y a metros del Club de Tiro del Uruguay.
Cuenta con una capacidad aproximada de 4.072 espectadores sentados.
Pertenece al Central Español Fútbol Club que milita en la Primera División Amateur de Uruguay.

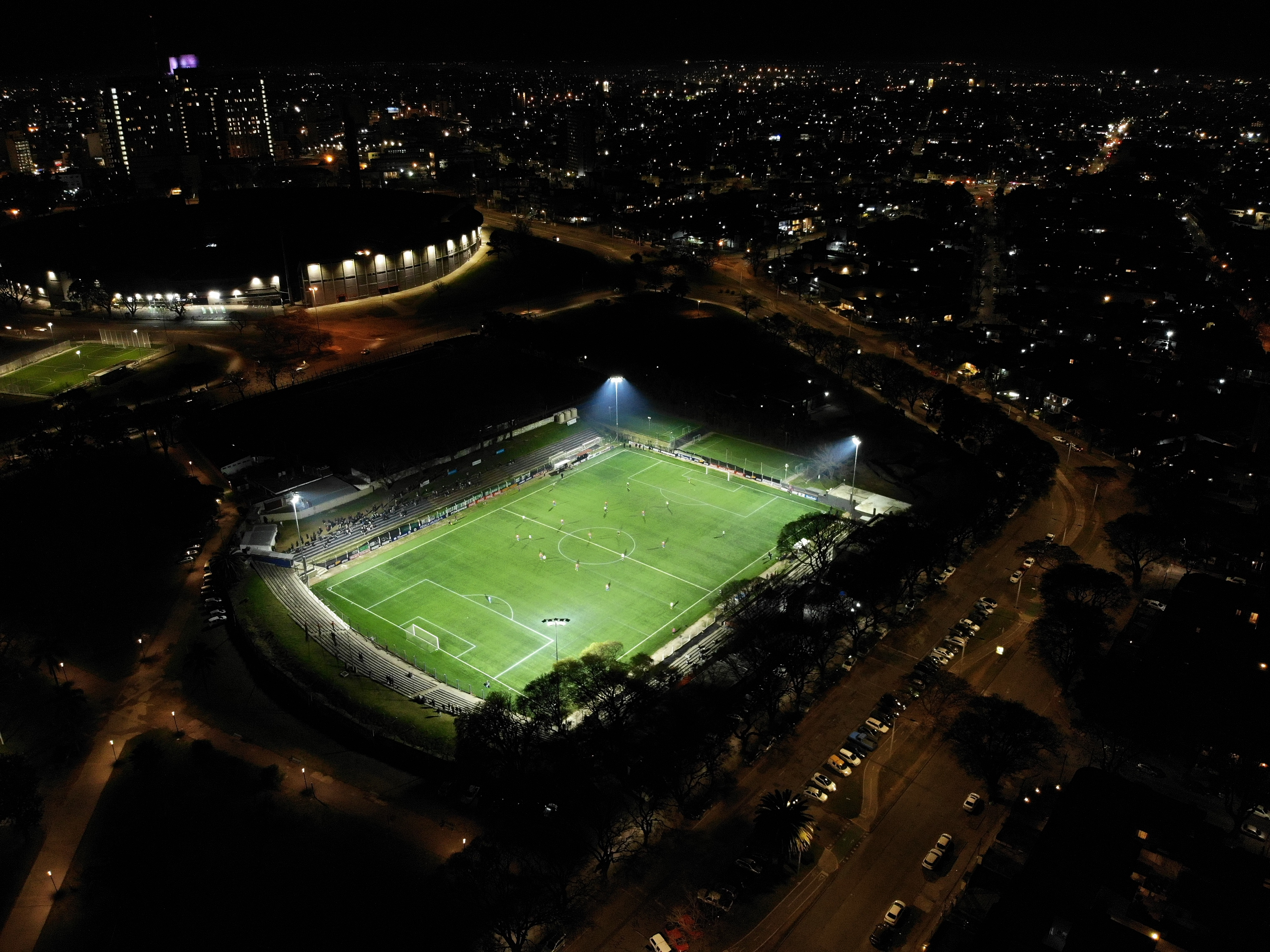
Parque Palermo de noche.